# Sagres (Schiff, 1938)
Die Sagres ist ein Segelschulschiff der portugiesischen Marine. Im Rahmen dieser Verwendung wird sie unter Zuhilfenahme eines Präfixes auch als NRP Sagres bezeichnet. Der als Bark getakelte Großsegler der Gorch-Fock-Klasse wurde 1938 als Segelschulschiff der deutschen Kriegsmarine unter dem Namen Albert Leo Schlageter in Dienst gestellt.

## Geschichte

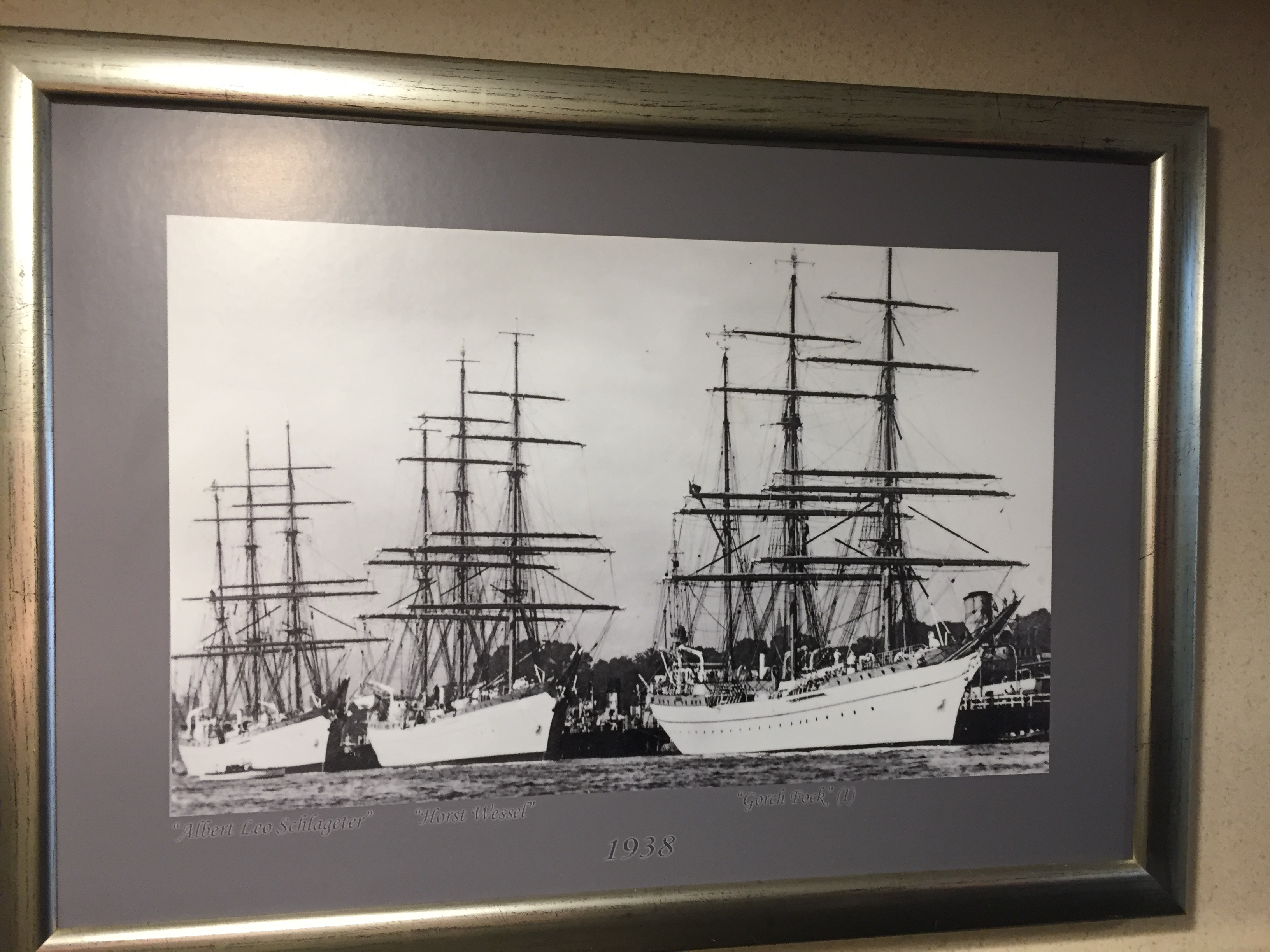
Foto mit Schwesterschiffen in der Offiziersmesse der USCG Eagle (1938)

Das Schiff lief am 30. Oktober 1937 bei Blohm & Voss in Hamburg vom Stapel und wurde am 12. Februar 1938 in Dienst gestellt. Es war nach dem unter anderen von den Nationalsozialisten als Märtyrer verehrten deutschen Freikorpskämpfer Albert Leo Schlageter benannt worden. Bis Kriegsbeginn war Fregattenkapitän Bernhard Rogge Kommandant des Schiffes, danach nutzte die Kriegsmarine das Segelschulschiff zunächst als stationäres Büroschiff in Kiel. Die Albert Leo Schlageter wurde erst wieder 1944 als Segelschulschiff in Dienst gestellt, und zwar mit 190 Offiziersanwärtern, die im Oktober 1943 eingezogen worden waren ("Crew X/43") und vom 29. Januar bis 27. Juli 1944 ihre seemännische Grundausbildung auf dem Schiff absolvierten. Nachdem turnusgemäß der nächste Lehrgang begonnen hatte, geriet sie am 14. November 1944 in eine sowjetische Minensperre vor Sassnitz, wo sie von einer Mine schwer beschädigt wurde. Dabei kamen 18 (nach anderen Angaben 15) Männer ums Leben. Das Schiff konnte aber vor dem Sinken bewahrt werden, wurde nach Swinemünde geschleppt, wo der größte Teil der Besatzung von Bord ging, und zur Reparatur nach Kiel gebracht. Am 17. März 1945 konnte die Albert Leo Schlageter nach einer aufwendigen Reparatur die Werft wieder verlassen und erhielt einen Liegeplatz in der Wik. Wegen der zunehmenden alliierten Bombenangriffe auf Kiel brachte man sie in den Nord-Ostsee-Kanal bei Schacht-Audorf. Ende April 1945 wurde sie nach Glücksburg verlegt, wo sie nach der Teilkapitulation der Wehrmacht für Nordwestdeutschland, die am 5. Mai in Kraft trat, auf die Übernahme durch die britischen Truppen wartete.

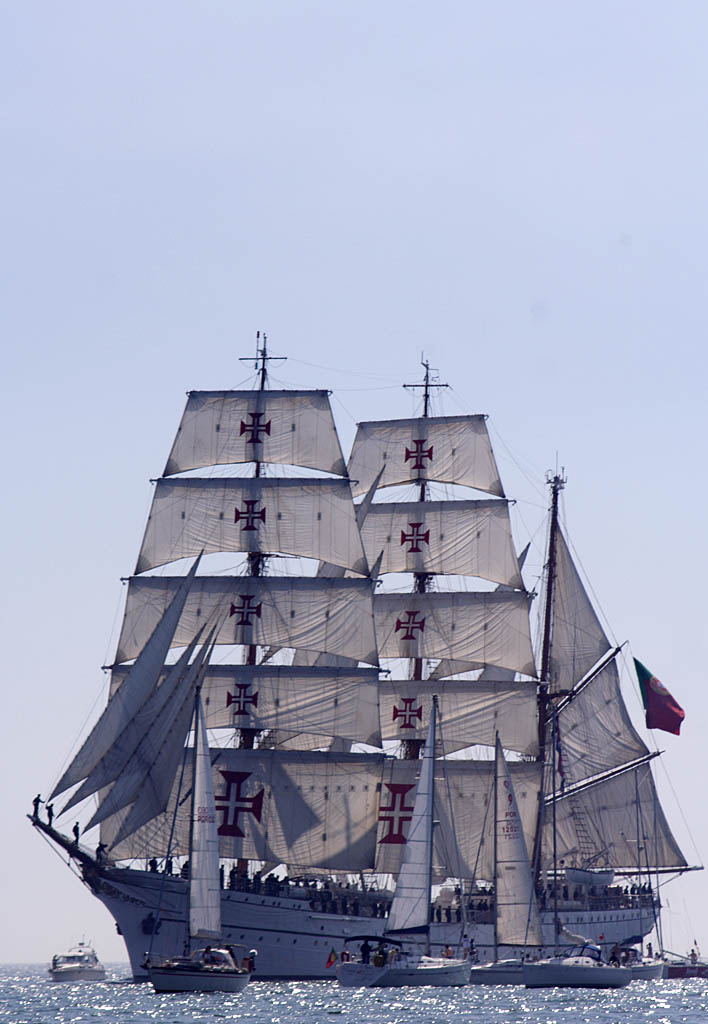
Die Sagres auf dem Tejo

Aus Großbritannien wurde das Schiff 1948 von den Vereinigten Staaten für einen symbolischen Preis von 5000 USD an Brasilien verkauft. Am 27. Oktober 1948 wurde es offiziell in der brasilianischen Marine als Segelschulschiff unter dem Namen Guanabara aufgenommen, der Heimathafen war Rio de Janeiro. Trotz der Übernahme behielt sie ihre originale Galionsfigur, den hölzernen Deutschen Adler.
Ende 1960 genügte das Schiff nicht mehr den Ansprüchen der Marine. Es wurde als Segelschulschiff außer Dienst gestellt, abgetakelt und danach als schwimmende Basis für das Kommando der brasilianischen Patrouillenflotte genutzt.

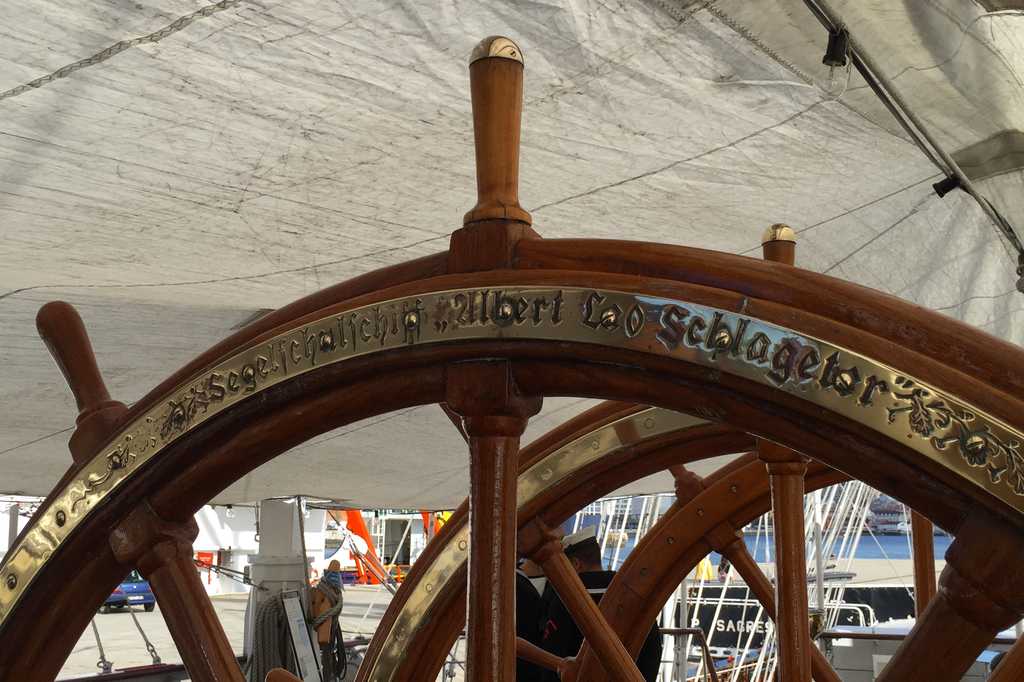
Steuer des portugiesischen Segelschulschiffs „Sagres“, vorher als „Albert Leo Schlageter“ bei der Kriegsmarine eingesetzt

Zur selben Zeit suchte Portugal einen Großsegler, um die veraltete Sagres zu ersetzen. Durch Vermittlung des Botschafters Teotónio Pereira wurde das Schiff von Portugal für 150.000 USD akquiriert und fährt seit dem 8. Februar 1962 als Segelschulschiff der portugiesischen Marine. Die Guanabara wurde wie ihre Vorgängerin auf den Namen der Stadt Sagres umbenannt, ihr Heimathafen ist allerdings Lissabon. Unter dem neuen Eigner erhielt sie eine neue Galionsfigur, dargestellt ist Heinrich der Seefahrer. Auf den Segeln ist das Kreuz des Christusordens abgebildet.
Die Sagres unternahm seitdem jedes Jahr Ausbildungsfahrten. Ausnahmen waren die Jahre 1987 und 1991, in denen das Schiff modernisiert wurde (u. a. wurde der originale MAN-Motor ausgetauscht und eine neue Wasseraufbereitungsanlage eingebaut). Ergänzt wurde 1993 noch eine Klimaanlage.

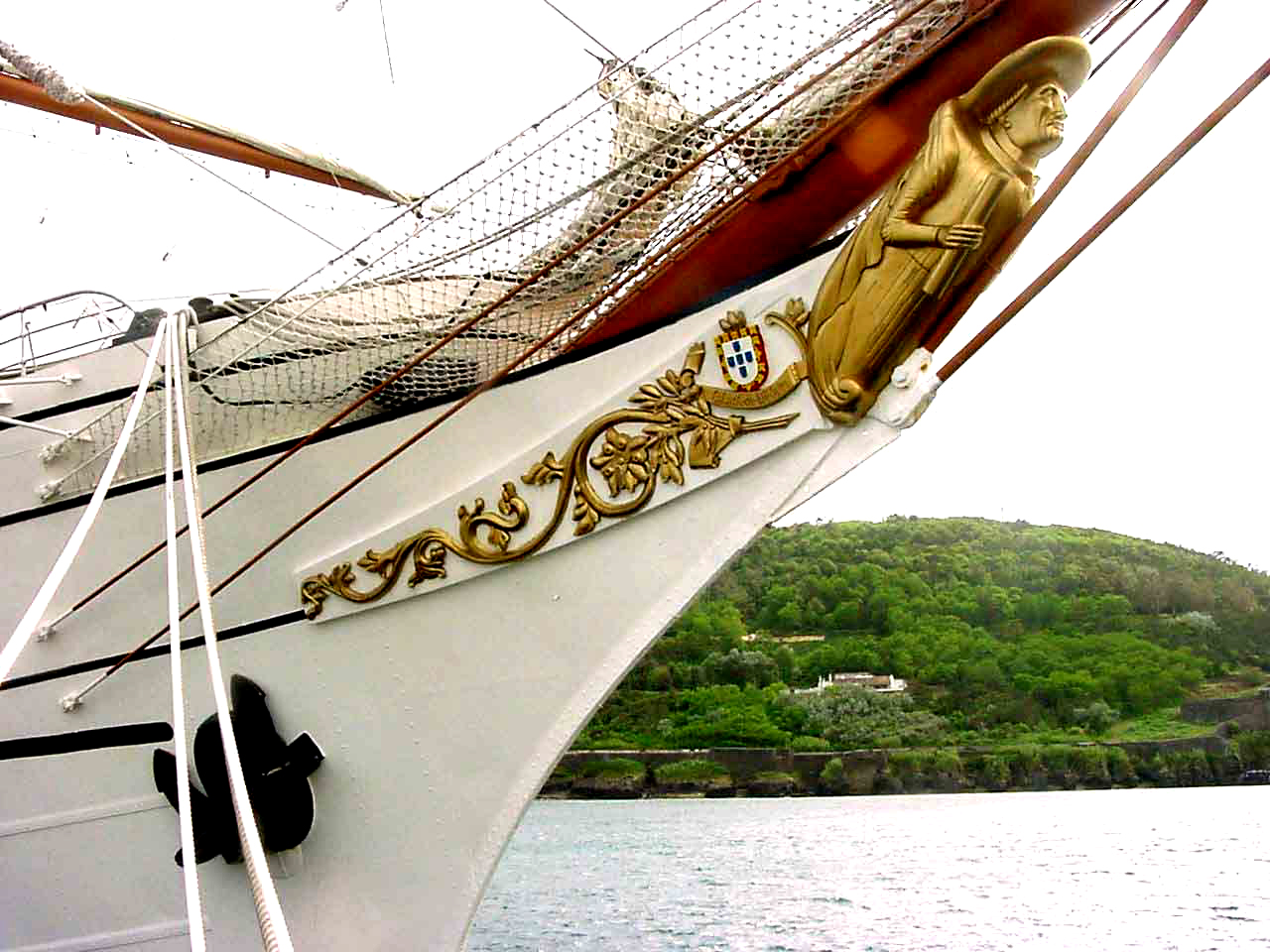
Die Galionsfigur der Sagres: Heinrich der Seefahrer

Die Sagres ist neben der Polar und der Creoula das wichtigste Segelschulschiff der portugiesischen Marine. Sie erfüllt neben der maritimen Ausbildung der Kadetten wichtige diplomatische und repräsentative Aufgaben für Portugal und die portugiesische Marine im Ausland. Ihre Ausbildungsfahrten werden eng mit dem portugiesischen Außen- und Handelsministerium koordiniert.
Als Segelschulschiff hat sie Ausbildungsfahrten von über acht Monaten unternommen, darunter waren 1978/79 und 1983/84 zwei Weltumseglungen sowie 1992 die Teilnahme an der transatlantischen Columbus Regatta. Eine Ausbildungsfahrt führte sie 2010 über Brasilien, Uruguay, Argentinien, Chile, Peru, Ecuador, Mexiko, USA, Japan, Südkorea, China, Macau, Timor, Singapur, Thailand, Malaysia, Indien und Ägypten bis Ende des Jahres rund um die Welt. Eine weitere Weltumsegelung, die bis 2021 dauern sollte, begann im Januar 2020, musste aber wegen der COVID-19-Pandemie am 24. März abgebrochen und auf einen späteren Zeitpunkt verschoben werden.
Das Schiff wird gelegentlich, vor allem außerhalb Portugals, als Sagres (II) bezeichnet, obwohl es das dritte Schulschiff der portugiesischen Marine mit diesem Namen ist. Das erste war ein 1858 in England gebautes hölzernes Vollschiff, das von 1882 bis 1898 als Schulschiff diente und bei Porto auf dem Douro stationiert war.

## Auszeichnungen
- 1984 Ehrenmitglied vom Orden Infante D. Henrique
- 2007 Medalha Naval Vasco da Gama
- 2012 Ehrenmitglied vom Orden Militar de Cristo
- 2016 Estrela de Honra - 1.ª classe, Cabo Verde
- 2016 Medalha Mérito Tamandaré, Brasil
- 2017 Ehrenmitglied vom Orden Militar de Avis

## Kommandanten
- Fregattenkapitän Bernhard Rogge: vom 12. Februar 1938 bis 5. September 1939
- Kapitän zur See Joachim Asmus: von Januar 1944 bis November 1944
- unbekannt: von November 1944 bis Mai 1945
- Kapitänleutnant/Korvettenkapitän Johann Reckhoff: von Mai 1945 bis Ende

## Bekannte Besatzungsangehörige (Auswahl)
- Horst von Schroeter (1919–2006), Bordausbildung 1938, war von 1976 bis 1979 als Vizeadmiral Befehlshaber der Alliierten Seestreitkräfte der Ostseezugänge (COMNAVBALTAP)